# Philip Esposito
Pour les articles homonymes, voir Esposito.
Temple de la renommée : 1984
Philip Anthony Esposito (né le 20 février 1942 à Sault Ste. Marie en Ontario, Canada) est un joueur professionnel canadien de hockey sur glace, puis directeur-général de deux clubs de hockey professionnel.

## Biographie
Esposito joue pour trois équipes de la Ligue nationale de hockey : les Black Hawks de Chicago, les Bruins de Boston et les Rangers de New York de 1963 à 1981.
Alors qu'il joue avec les Bruins, Phil explose en 1970-1971 en inscrivant 550 tirs au but soit une moyenne de 7 tirs par match. Le deuxième meneur est Aleksandr Ovetchkine avec 528 tirs au but pendant la saison 2008-2009 avec les Capitals de Washington.
Esposito est considéré comme l'un des 10 plus grand joueurs de la LNH depuis l'expansion de 1967, étant notamment classé en 1998 à la 18e place des 100 meilleurs joueurs de l'histoire de la LNH par le magazine The Hockey News. Il est intronisé au temple de la renommée du hockey en 1984.
Après sa carrière de joueur, il est entraîneur-chef des Rangers de New York en 1986-87 pendant 43 parties et 1988-89, il remplace Michel Bergeron à la fin de la saison et dirige les mêmes Rangers pour deux rencontres. Cependant, c'est surtout en tant que directeur-général que Esposito se fait connaître. Il dirige les Rangers et le Lightning de Tampa Bay de 1992 à 1998.
Il est le frère de Tony Esposito, ancien gardien de but de la LNH.

## Palmarès de joueur
- Gagnant du trophée Art-Ross (meilleur marqueur) : 1969, 1971, 1972, 1973, 1974.
- Gagnant du trophée Hart (joueur le plus utile) : 1969, 1974
- Gagnant du trophée Lester-B.-Pearson (joueur le plus utile selon l'Association des joueurs de la Ligue nationale de hockey) : 1971, 1974
- Coupe Stanley en 1970 et 1972 avec les Bruins de Boston.
- Série du siècle en 1972.
- Coupe Canada 1976

## Statistiques
| Saison     | Équipe                             | Ligue      |       | Saison régulière | Saison régulière | Saison régulière | Saison régulière | Saison régulière |    | Séries éliminatoires | Séries éliminatoires | Séries éliminatoires | Séries éliminatoires | Séries éliminatoires |
| Saison     | Équipe                             | Ligue      | PJ    | B                | A                | Pts              | Pun              | PJ               | B  | A                    | Pts                  | Pun                  |                      |                      |
| 1961-1962  | Teepees de Saint Catharines        | OHA        | 49    | 32               | 39               | 71               | 54               | -                | -  | -                    | -                    | -                    |                      |                      |
| 1961-1962  | Thunderbirds de Sault-Sainte-Marie | EPHL       | 6     | 0                | 3                | 3                | 2                | -                | -  | -                    | -                    | -                    |                      |                      |
| 1962-1963  | Braves de Syracuse/Saint-Louis     | EPHL       | 71    | 36               | 54               | 90               | 51               | -                | -  | -                    | -                    | -                    |                      |                      |
| 1963-1964  | Braves de Saint-Louis              | CPHL       | 43    | 26               | 54               | 80               | 65               | -                | -  | -                    | -                    | -                    |                      |                      |
| 1963-1964  | Black Hawks de Chicago             | LNH        | 27    | 3                | 2                | 5                | 2                | 4                | 0  | 0                    | 0                    | 0                    |                      |                      |
| 1964-1965  | Black Hawks de Chicago             | LNH        | 70    | 23               | 32               | 55               | 44               | 13               | 3  | 3                    | 6                    | 15                   |                      |                      |
| 1965-1966  | Black Hawks de Chicago             | LNH        | 69    | 27               | 26               | 53               | 49               | 6                | 1  | 1                    | 2                    | 2                    |                      |                      |
| 1966-1967  | Black Hawks de Chicago             | LNH        | 69    | 21               | 40               | 61               | 40               | 6                | 0  | 0                    | 0                    | 7                    |                      |                      |
| 1967-1968  | Bruins de Boston                   | LNH        | 74    | 35               | 49               | 84               | 21               | 4                | 0  | 3                    | 3                    | 0                    |                      |                      |
| 1968-1969  | Bruins de Boston                   | LNH        | 74    | 49               | 77               | 126              | 79               | 10               | 8  | 10                   | 18                   | 8                    |                      |                      |
| 1969-1970  | Bruins de Boston                   | LNH        | 76    | 43               | 56               | 99               | 50               | 14               | 13 | 14                   | 27                   | 16                   |                      |                      |
| 1970-1971  | Bruins de Boston                   | LNH        | 78    | 76               | 76               | 152              | 71               | 7                | 3  | 7                    | 10                   | 6                    |                      |                      |
| 1971-1972  | Bruins de Boston                   | LNH        | 76    | 66               | 67               | 133              | 76               | 15               | 9  | 15                   | 24                   | 24                   |                      |                      |
| 1972-1973  | Bruins de Boston                   | LNH        | 78    | 55               | 75               | 130              | 87               | 2                | 0  | 1                    | 1                    | 2                    |                      |                      |
| 1973-1974  | Bruins de Boston                   | LNH        | 78    | 68               | 77               | 145              | 58               | 16               | 9  | 5                    | 14                   | 25                   |                      |                      |
| 1974-1975  | Bruins de Boston                   | LNH        | 79    | 61               | 66               | 127              | 62               | 3                | 4  | 1                    | 5                    | 0                    |                      |                      |
| 1975-1976  | Bruins de Boston                   | LNH        | 12    | 6                | 10               | 16               | 8                | -                | -  | -                    | -                    | -                    |                      |                      |
| 1975-1976  | Rangers de New York                | LNH        | 62    | 29               | 38               | 67               | 28               | -                | -  | -                    | -                    | -                    |                      |                      |
| 1976-1977  | Rangers de New York                | LNH        | 80    | 34               | 46               | 80               | 52               | -                | -  | -                    | -                    | -                    |                      |                      |
| 1977-1978  | Rangers de New York                | LNH        | 79    | 38               | 43               | 81               | 53               | 3                | 0  | 1                    | 1                    | 5                    |                      |                      |
| 1978-1979  | Rangers de New York                | LNH        | 80    | 42               | 36               | 78               | 37               | 18               | 8  | 12                   | 20                   | 20                   |                      |                      |
| 1979-1980  | Rangers de New York                | LNH        | 80    | 34               | 44               | 78               | 73               | 9                | 3  | 3                    | 6                    | 8                    |                      |                      |
| 1980-1981  | Rangers de New York                | LNH        | 41    | 7                | 13               | 20               | 20               | -                | -  | -                    | -                    | -                    |                      |                      |
| Totaux LNH | Totaux LNH                         | Totaux LNH | 1 282 | 717              | 873              | 1 590            | 910              | 130              | 61 | 76                   | 137                  | 138                  |                      |                      |